# Paleta de pedra

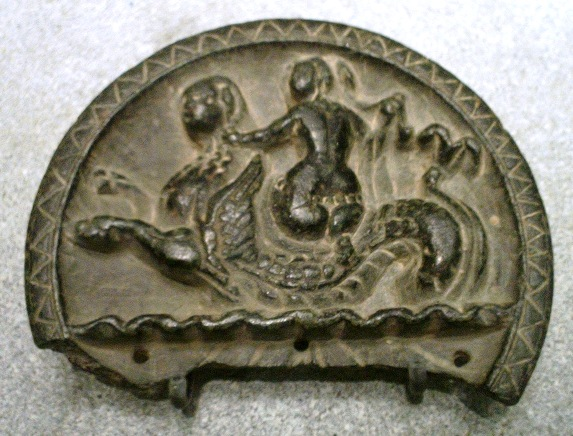
Paleta de pedra indogrega que representa una deessa nereida hel·lenística muntant un monstre marí Ketos,, Sirkap.

Les paletes de pedra són paletes rodones, trobades a les zones de Bàctria i Gandhara, que representen escenes de la mitologia grega. Són lleugerament còncaves i tenen els contorns decorats. Algunes d'elles s'han atribuït al període Indogrec entre els segles II i I aC. La major part es consideren posteriors, al voltant del segle i, de l'època dels Indo-Parts. Van desaparèixer després del segle i. Moltes paletes de pedra s'han trobat al jaciment arqueològic de Sirkap, a l'actual Pakistan.
Erudits han suggerit que aquestes paletes es feien servir per barrejar productes cosmètics (vegeu les paletes cosmètiques de l'antic Egipte). El Museu de l'Antic Orient va poder analitzar les restes de substàncies adherides a diverses paletes de pedra, i van resultar ser pólvores cosmètiques de colors similars al coloret. Es va descobrir un fris a Butkara que mostra una dona fent servir un mirall mentre posa un dit en una d'aquestes paletes de pedra.

## Exemples

### Bol dividit amb una forma de mitja lluna

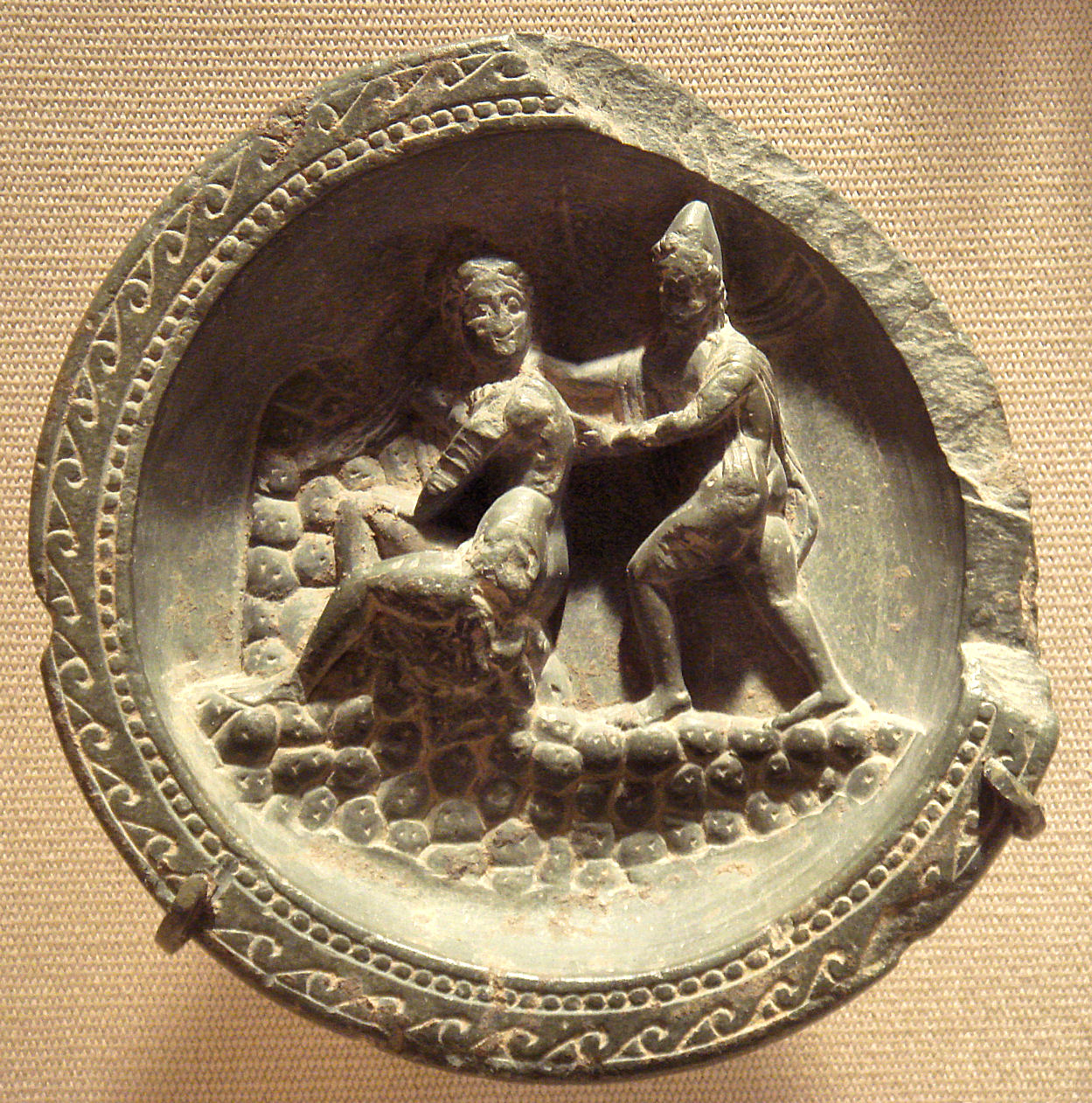
Apol·lo i Dafne.
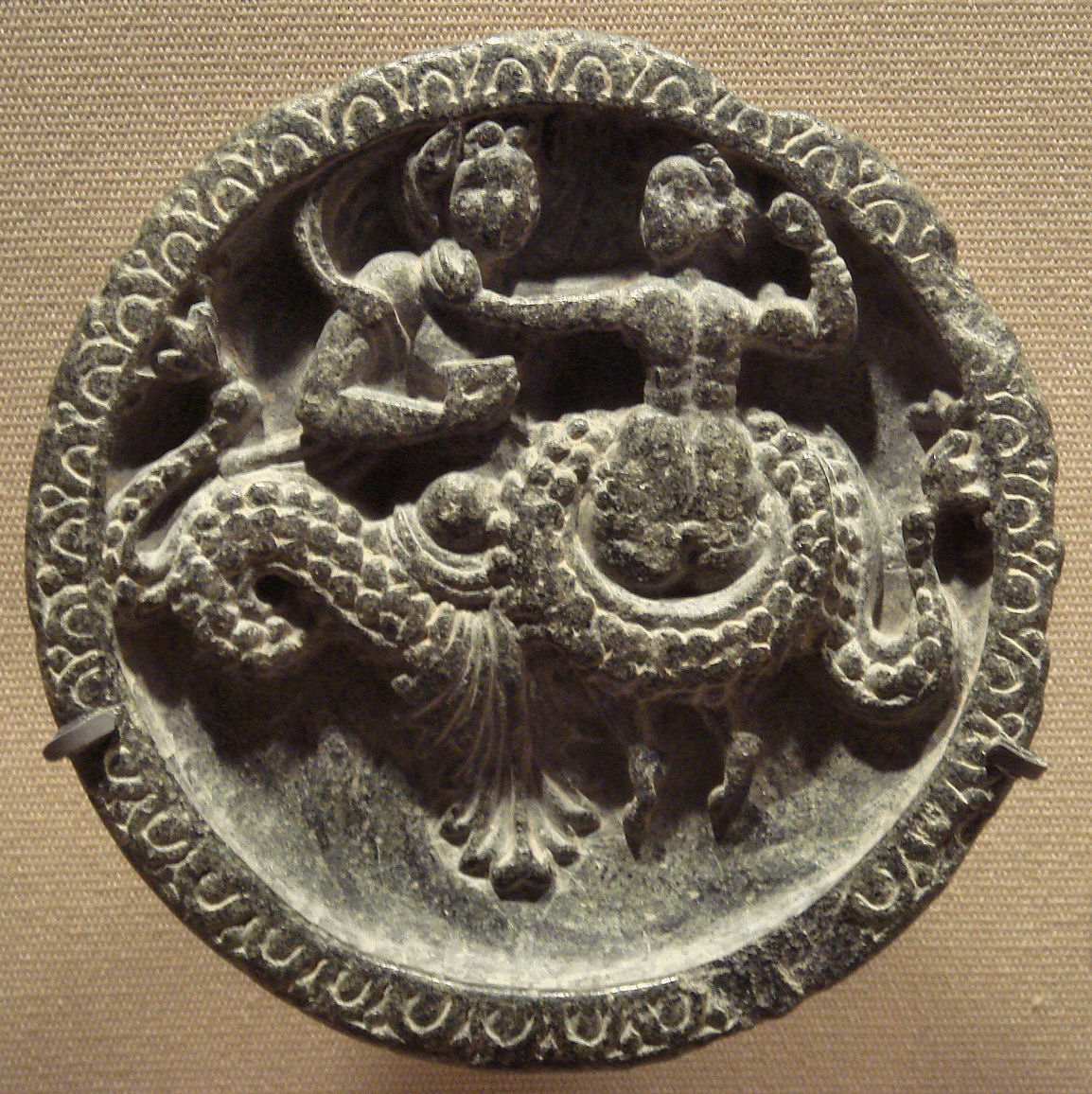
Parella amb un serpent marí.
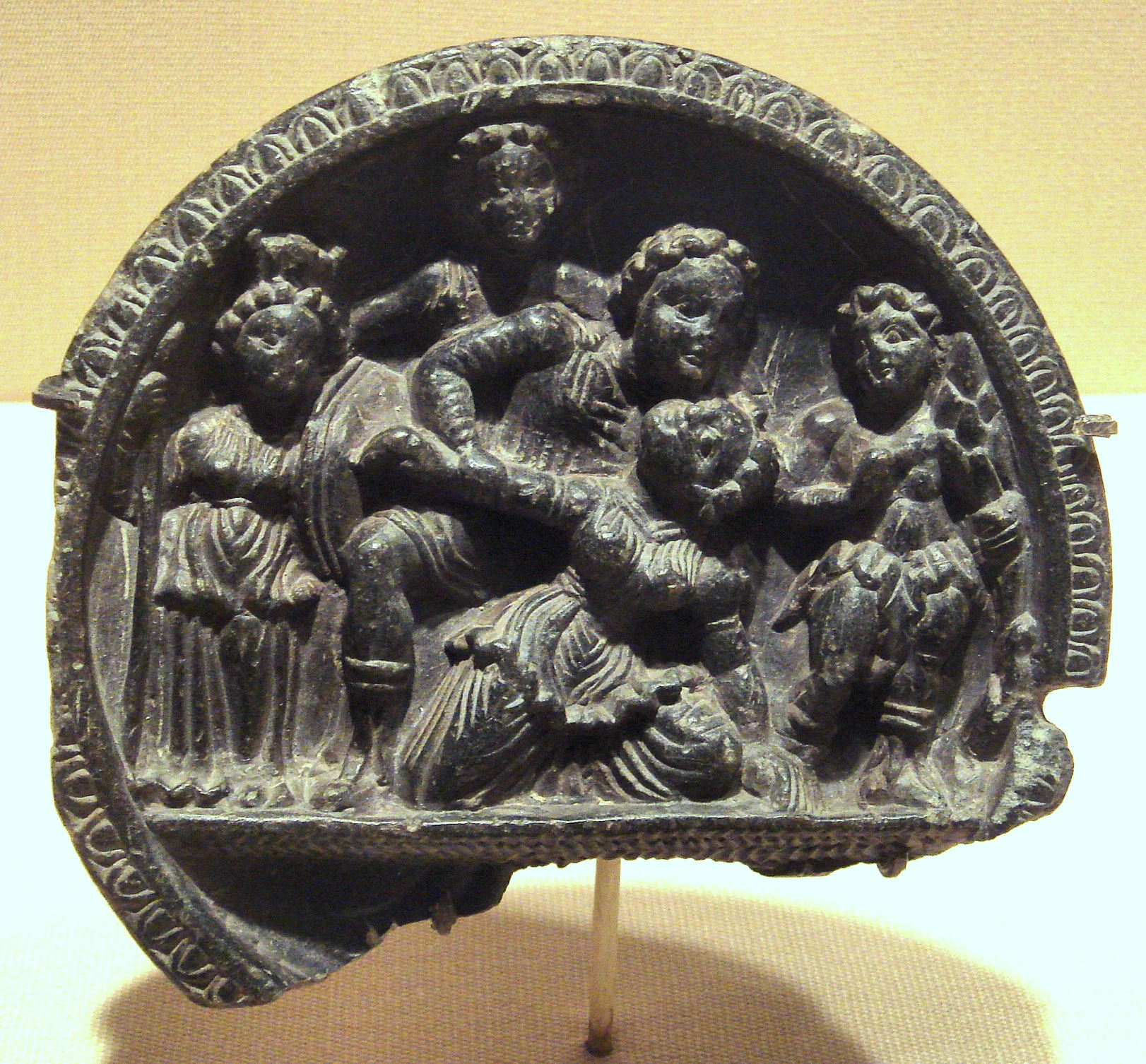
Escena mitològica amb Atena i Heràcles.
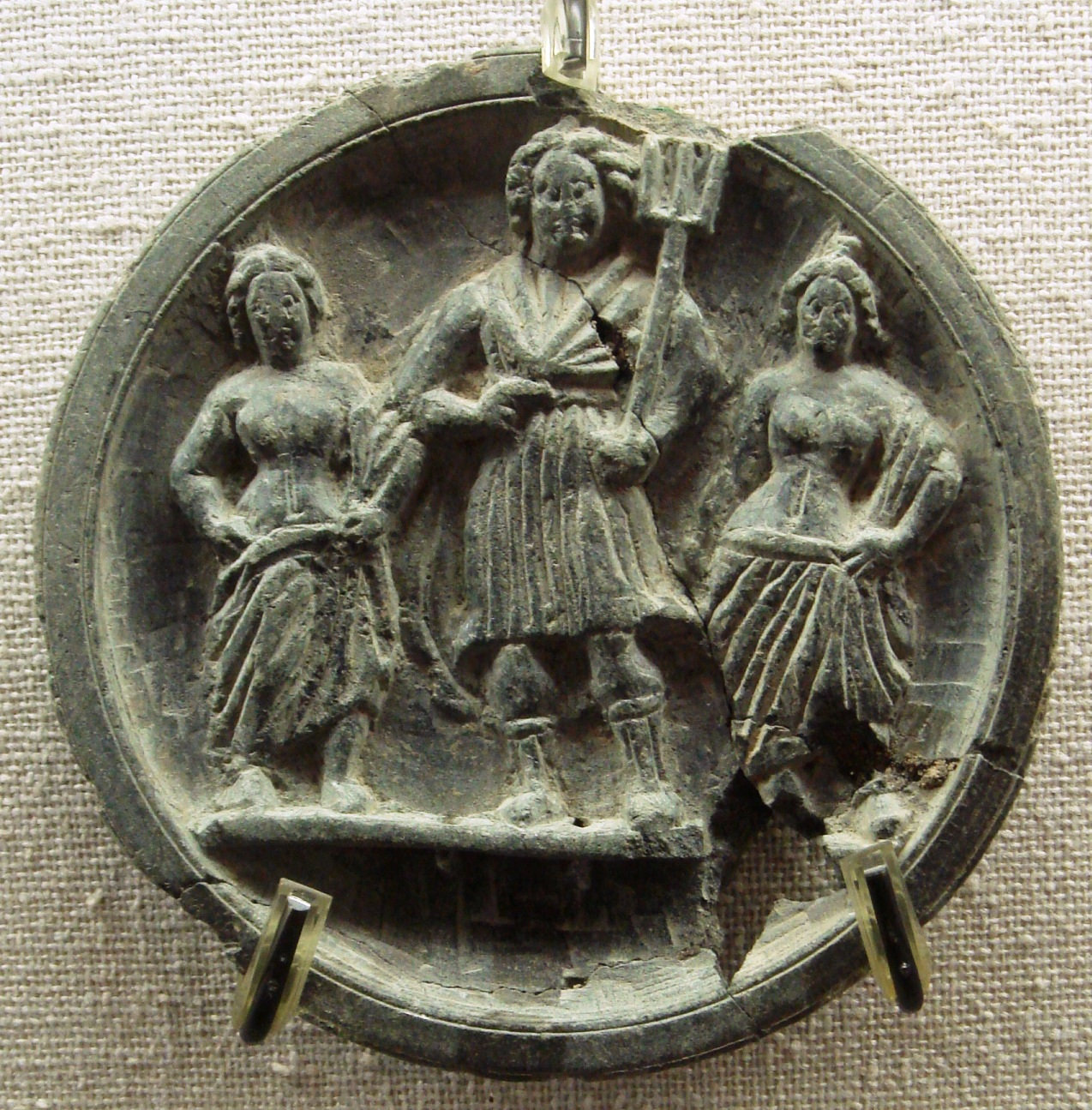
Posidó amb servents.
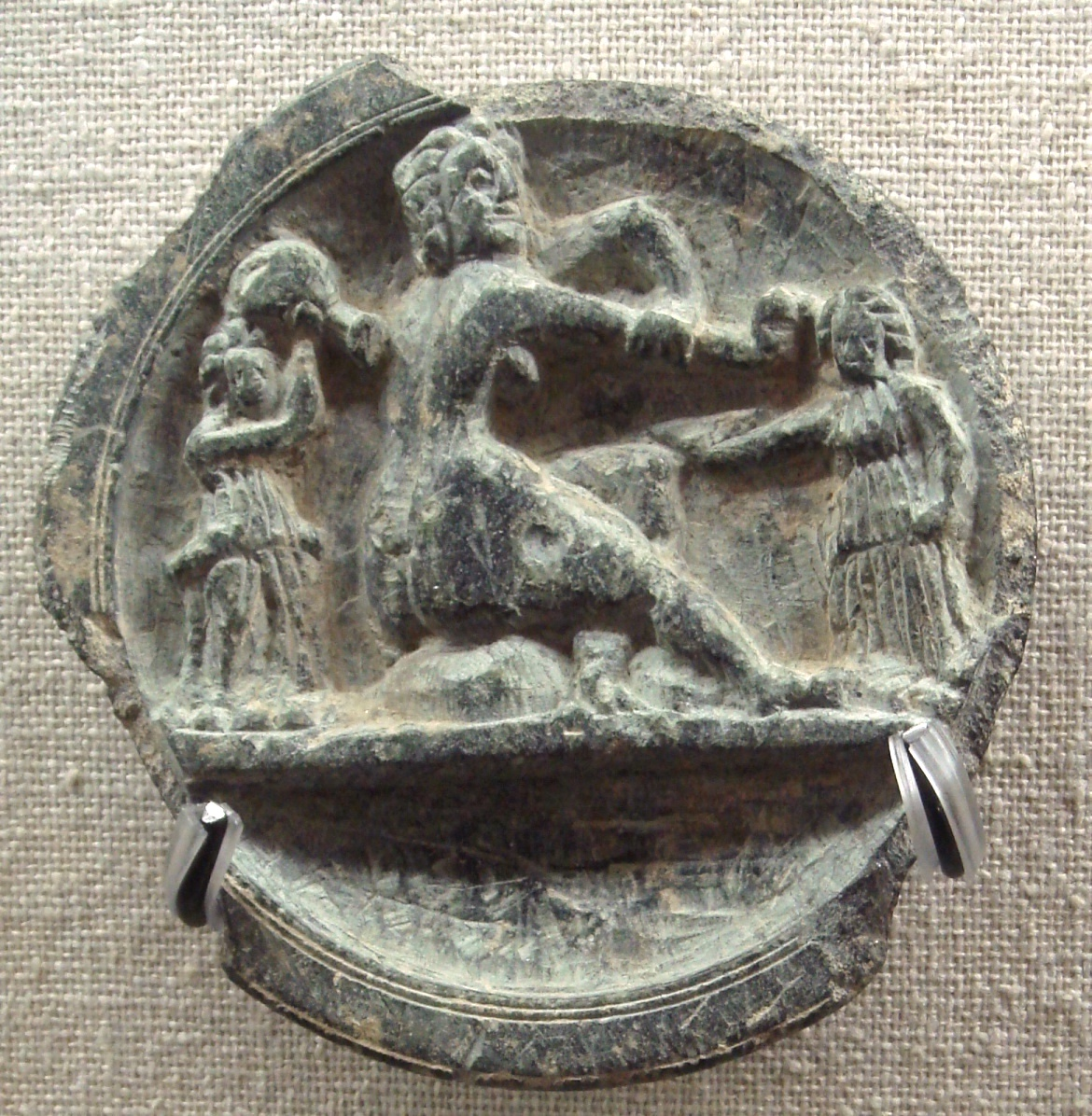
Afrodita al seu bany.
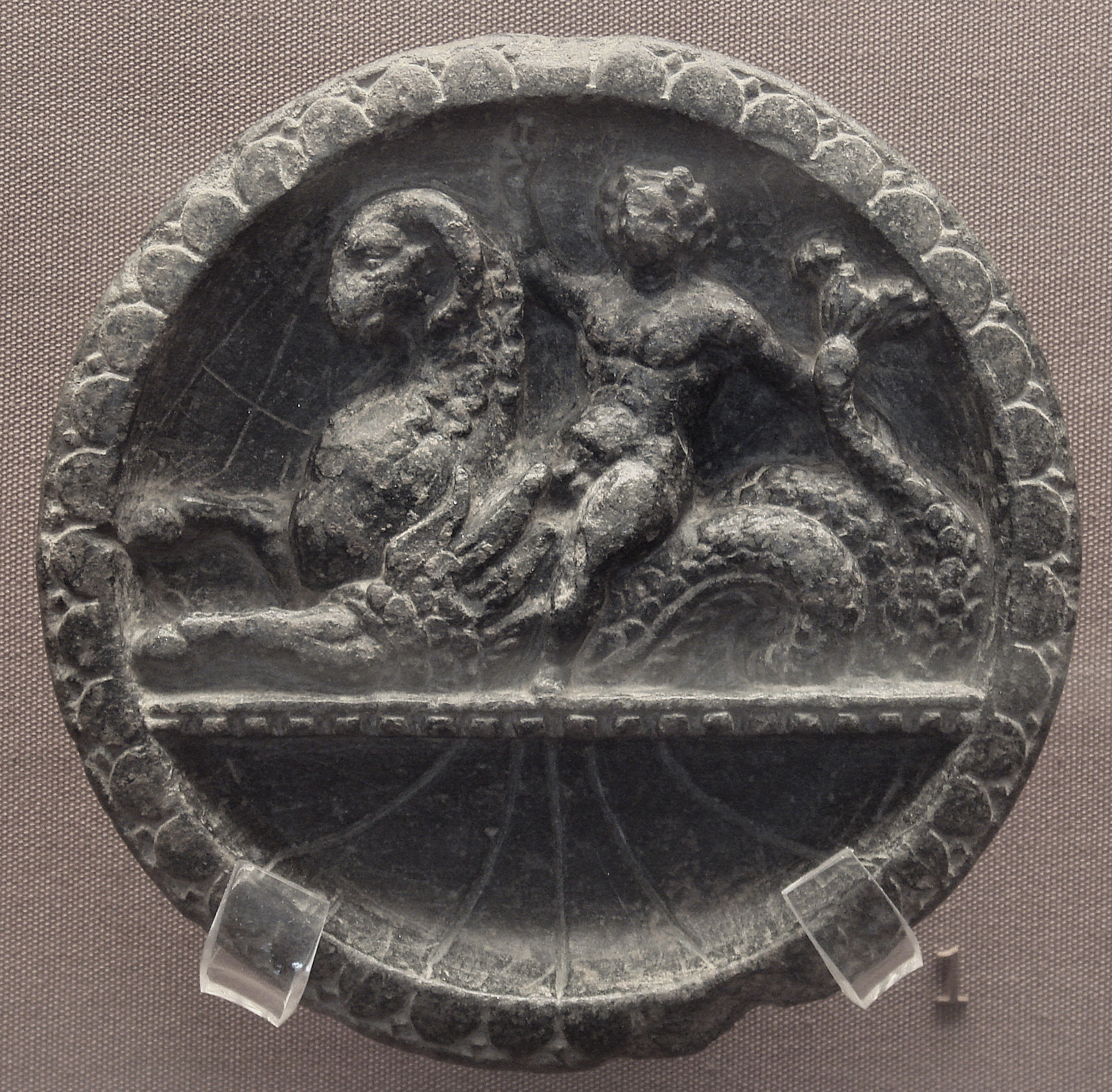
Home amb una copa a la mà, conduint un monstre marí ketos.
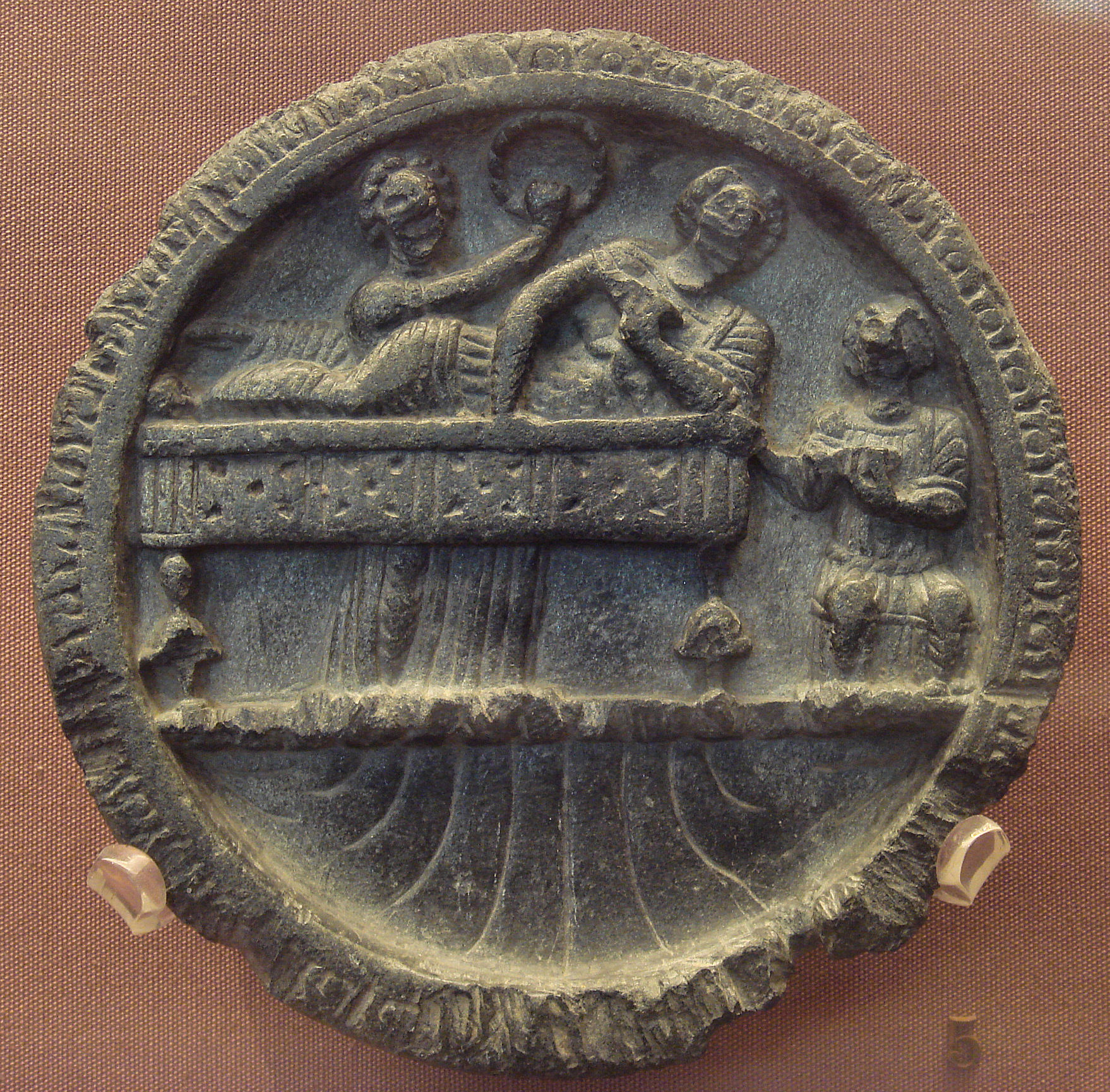
Banquet o escena funerària.
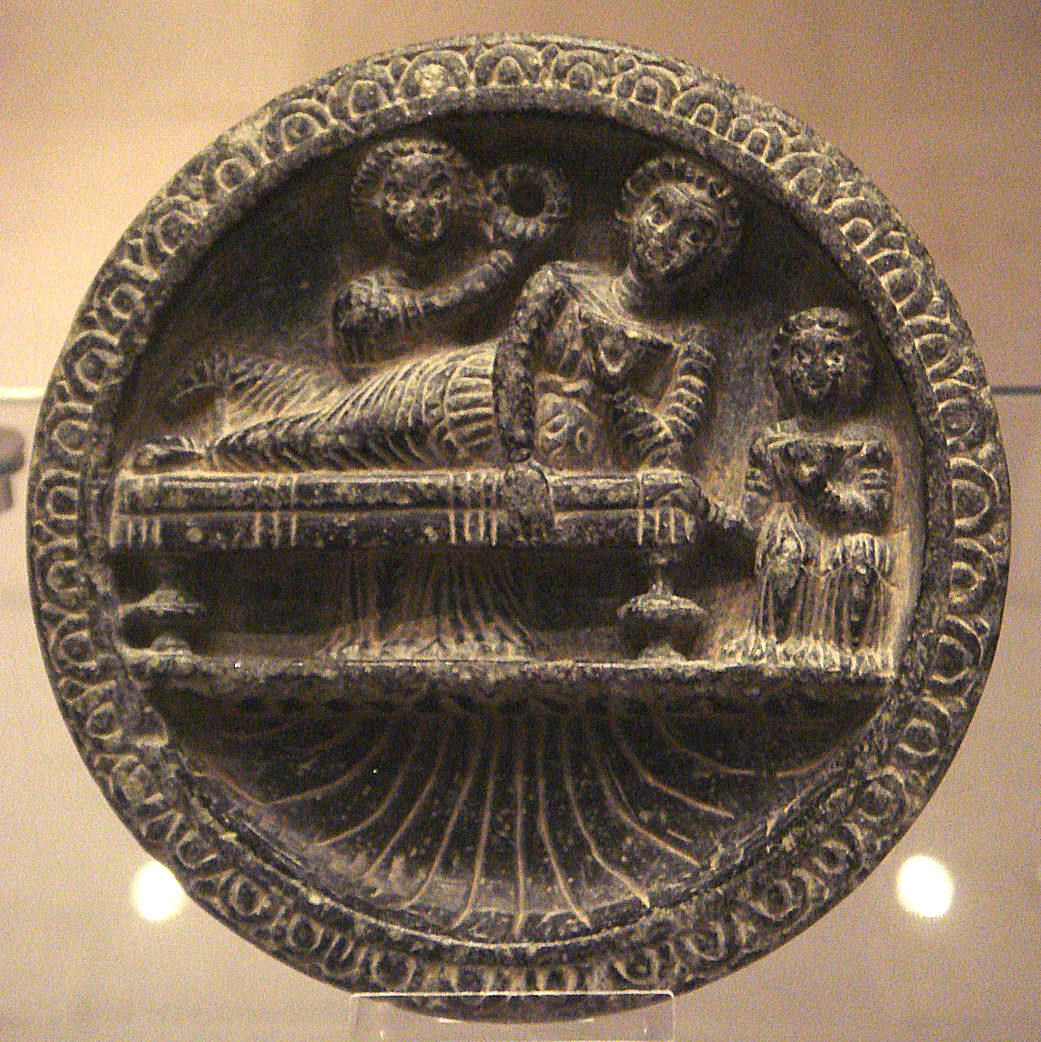
Banquet o escena funerària.
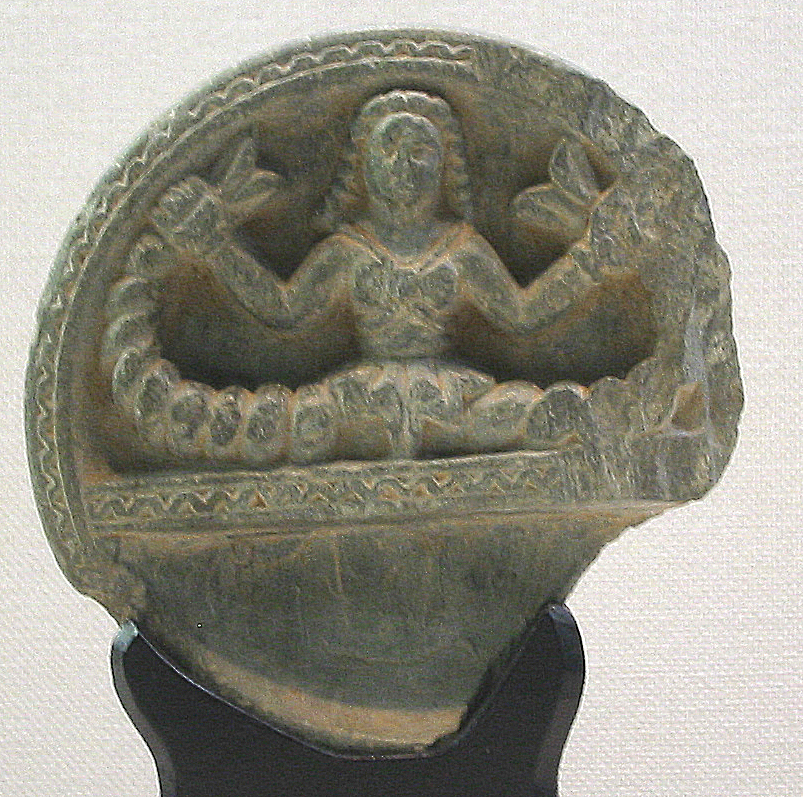
Tritó femella, Museu Nacional de Tòquio
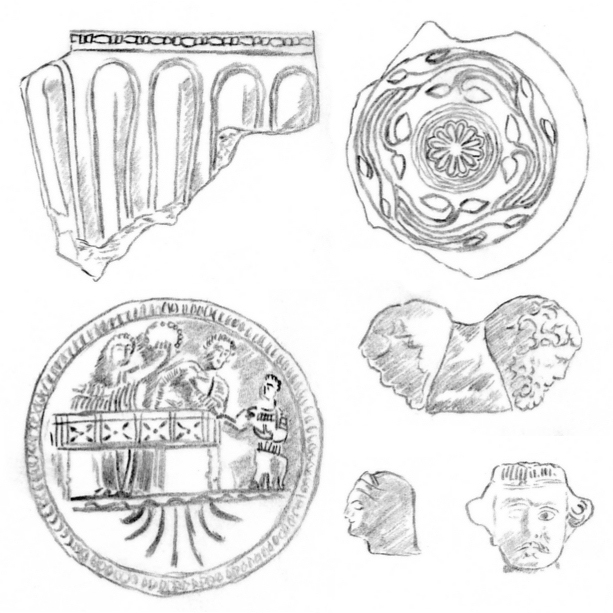
Paletes de pedra i altres artefactes trobats al nivell indo-grec a Sikarp (Estrat 5)
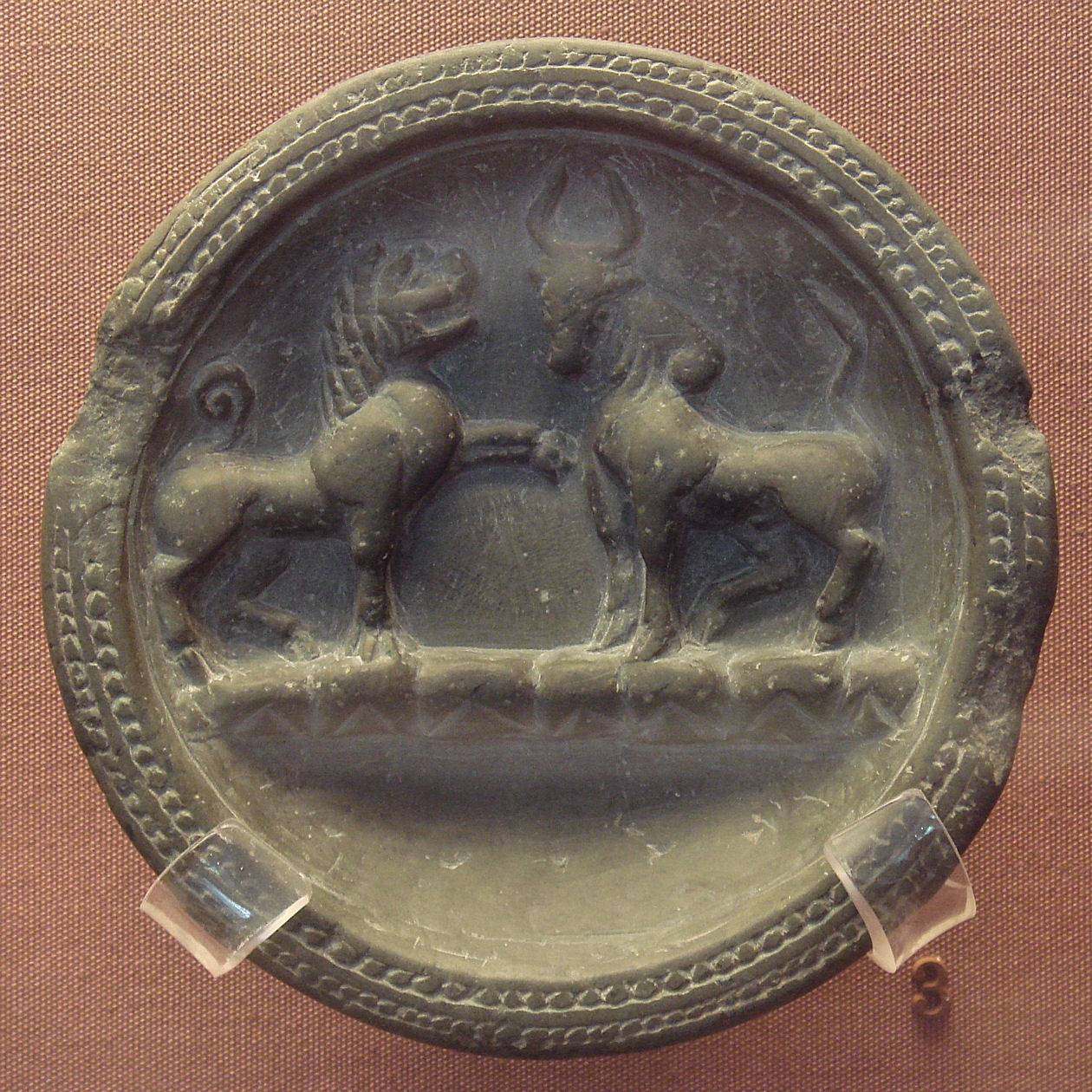
Animals amistosos.
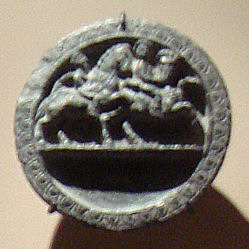
Paleta de pedra eqüestre, Gandhara.

### Amb divisors en forma de T

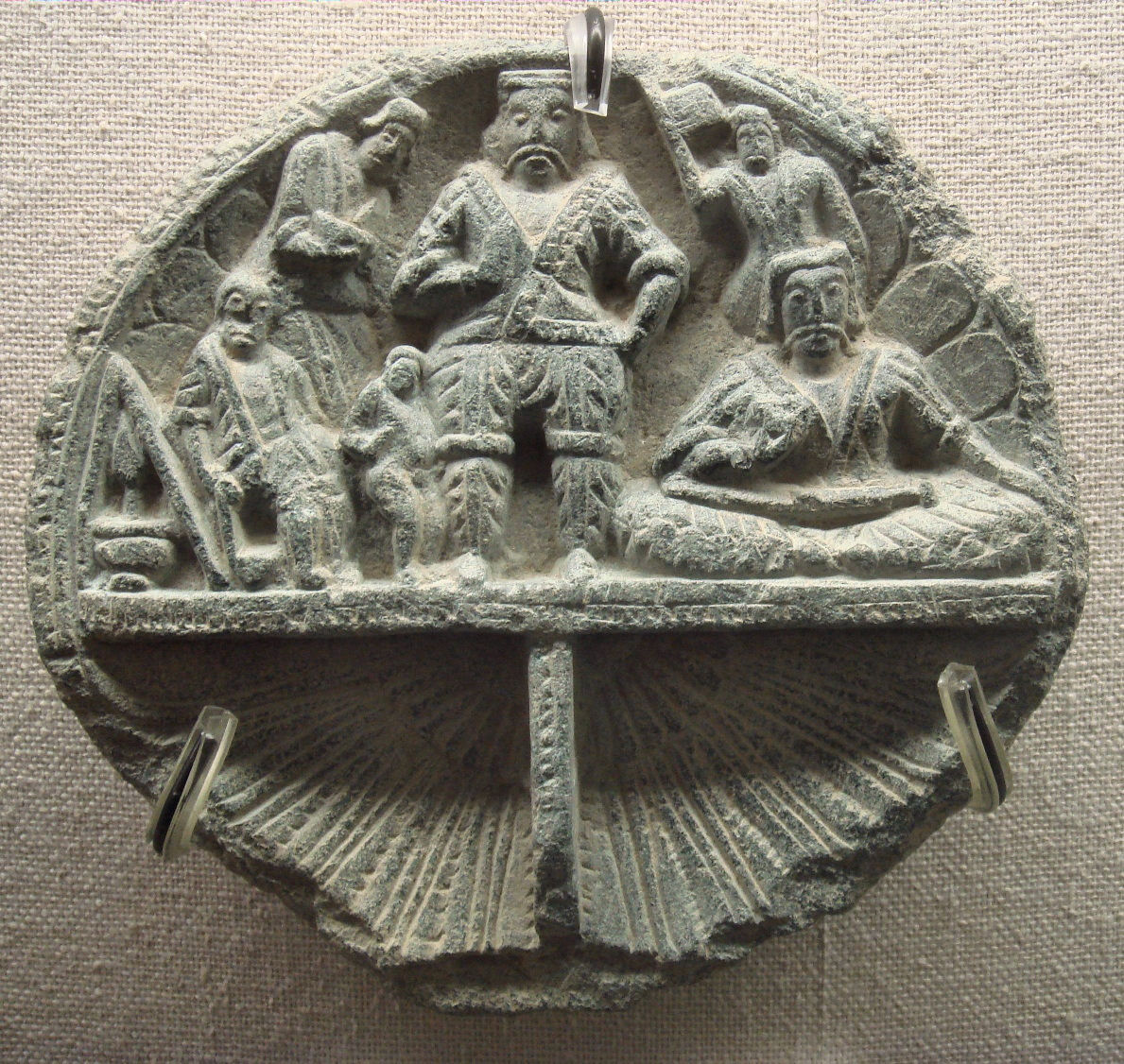
Rei indo-part i servents.
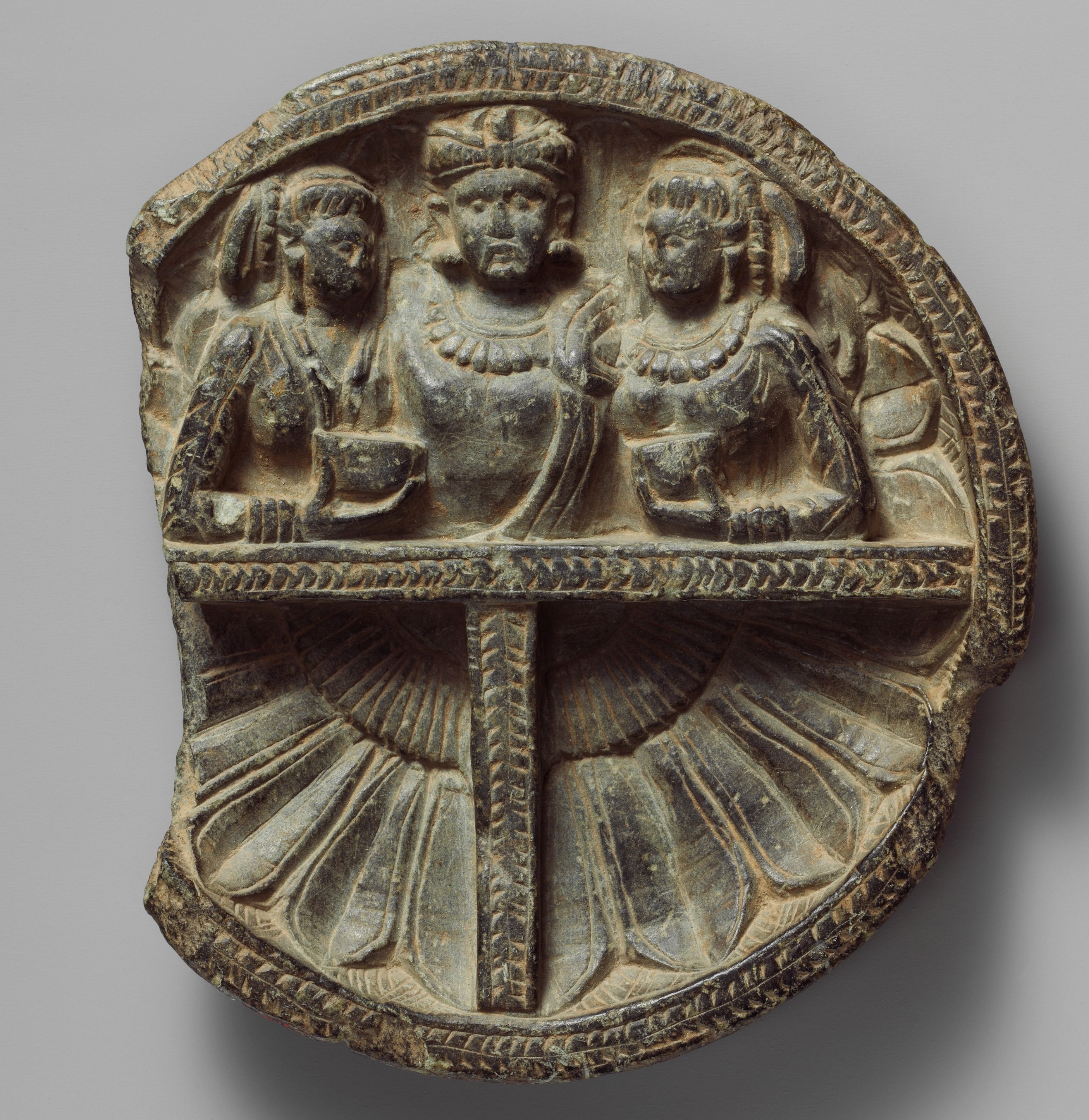
Noble indi amb assistentes.
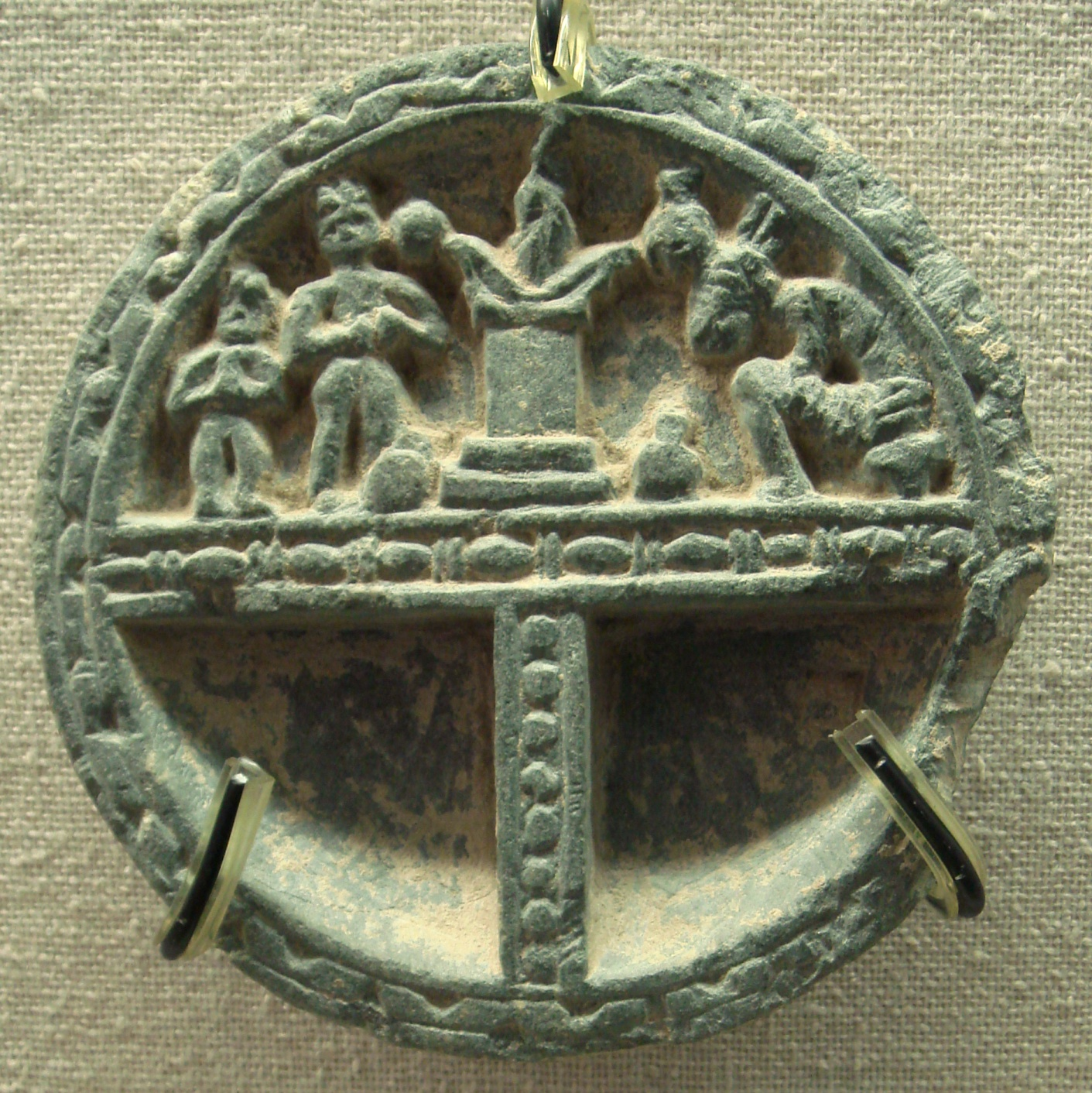
Possible foc de culte amb altar.
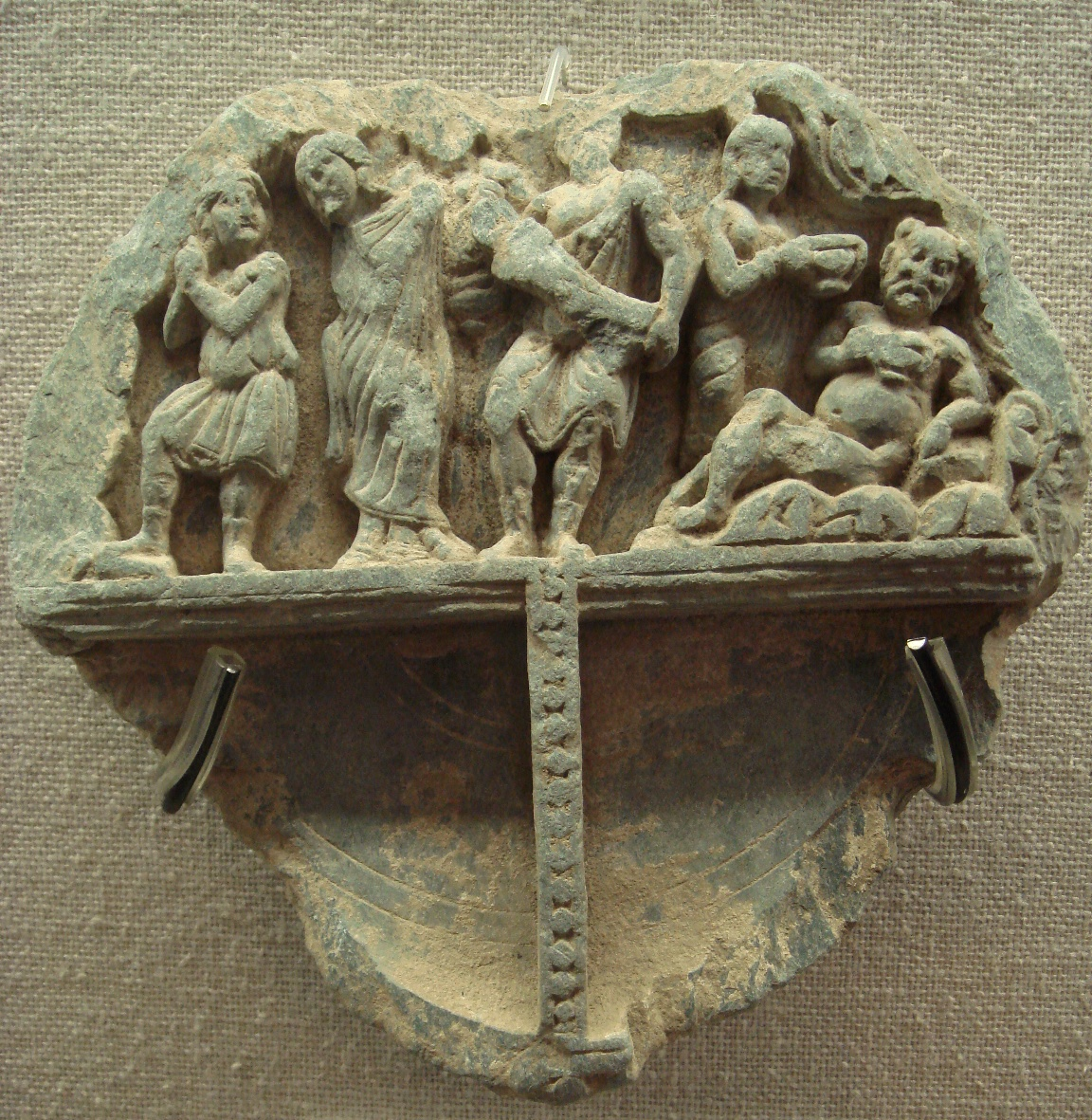
Festa amb beguda indo-grega.
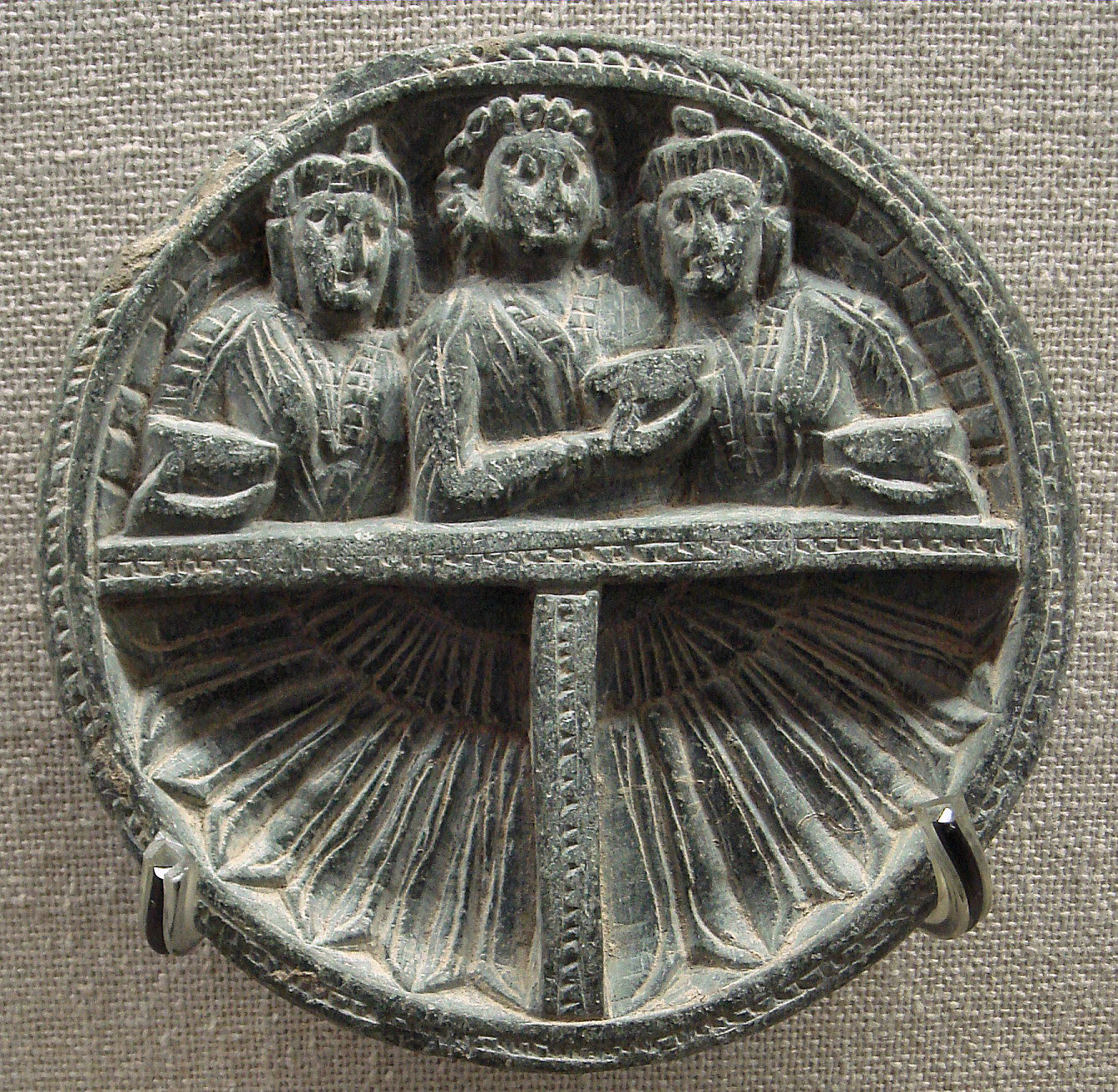
Festaire indo-part.
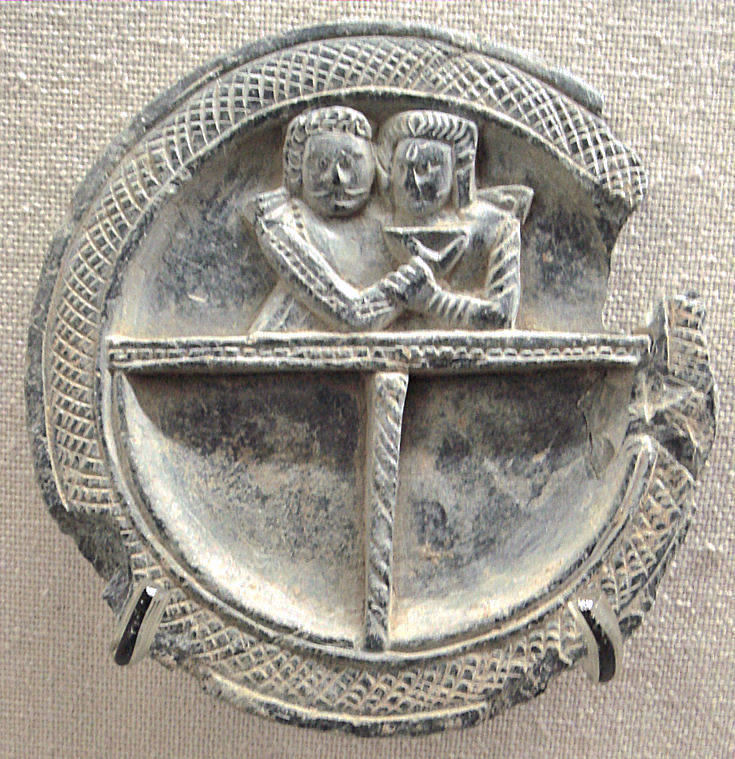
Parella indo-part.
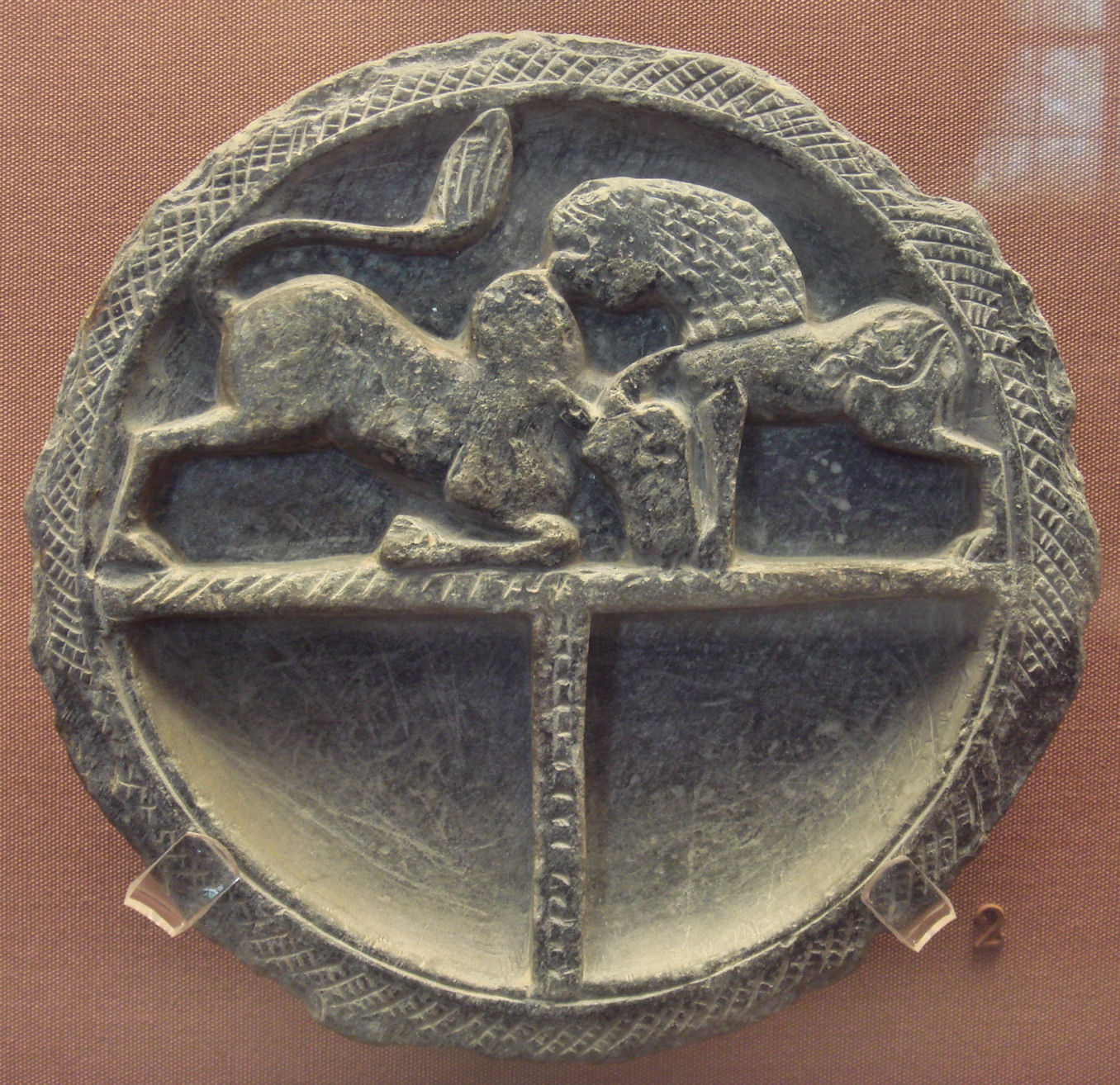
Animals lluitant.
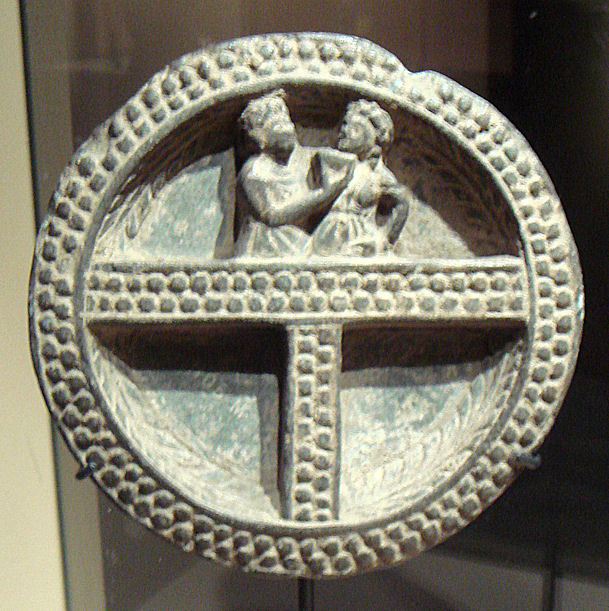
Parella festejant.

### Altres formes

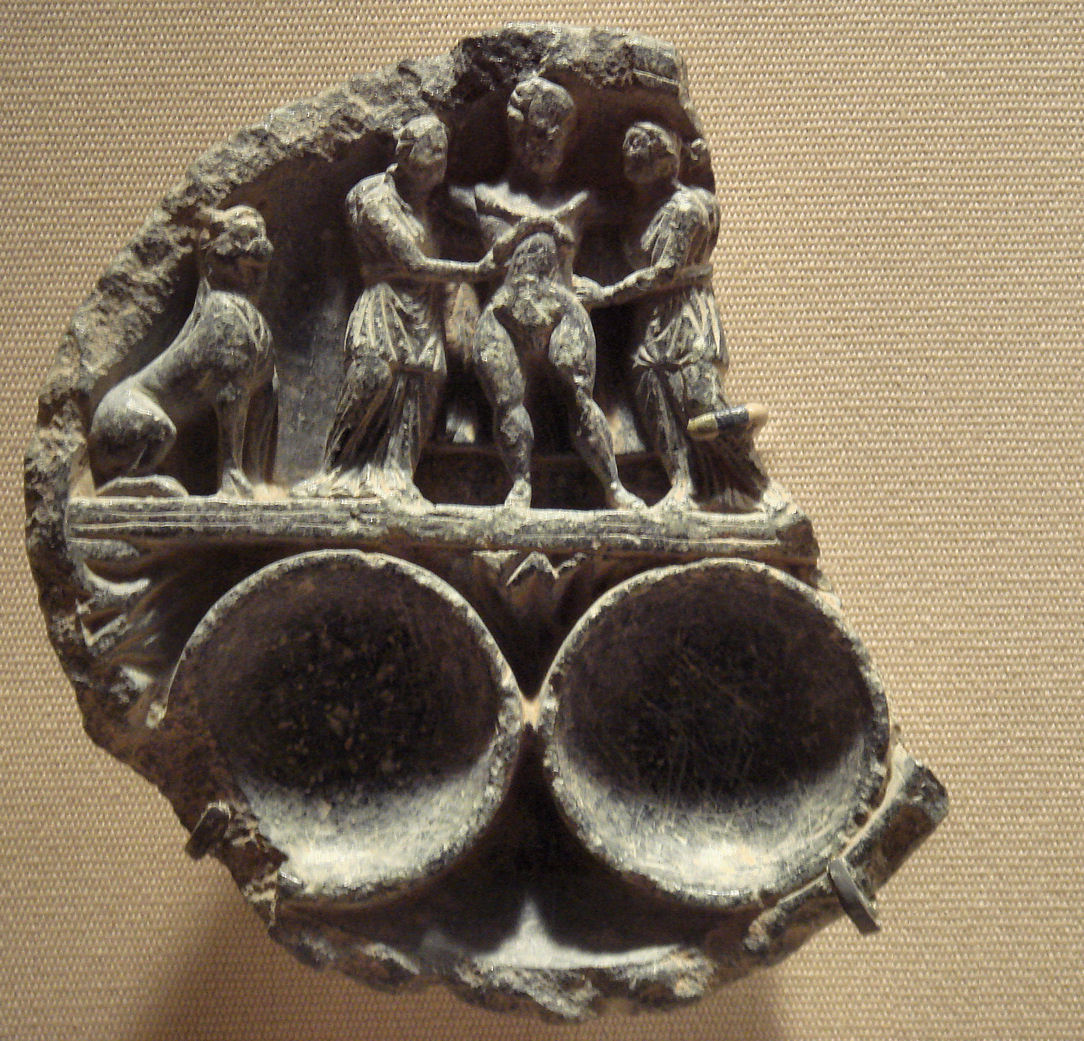
Heràcles begut.
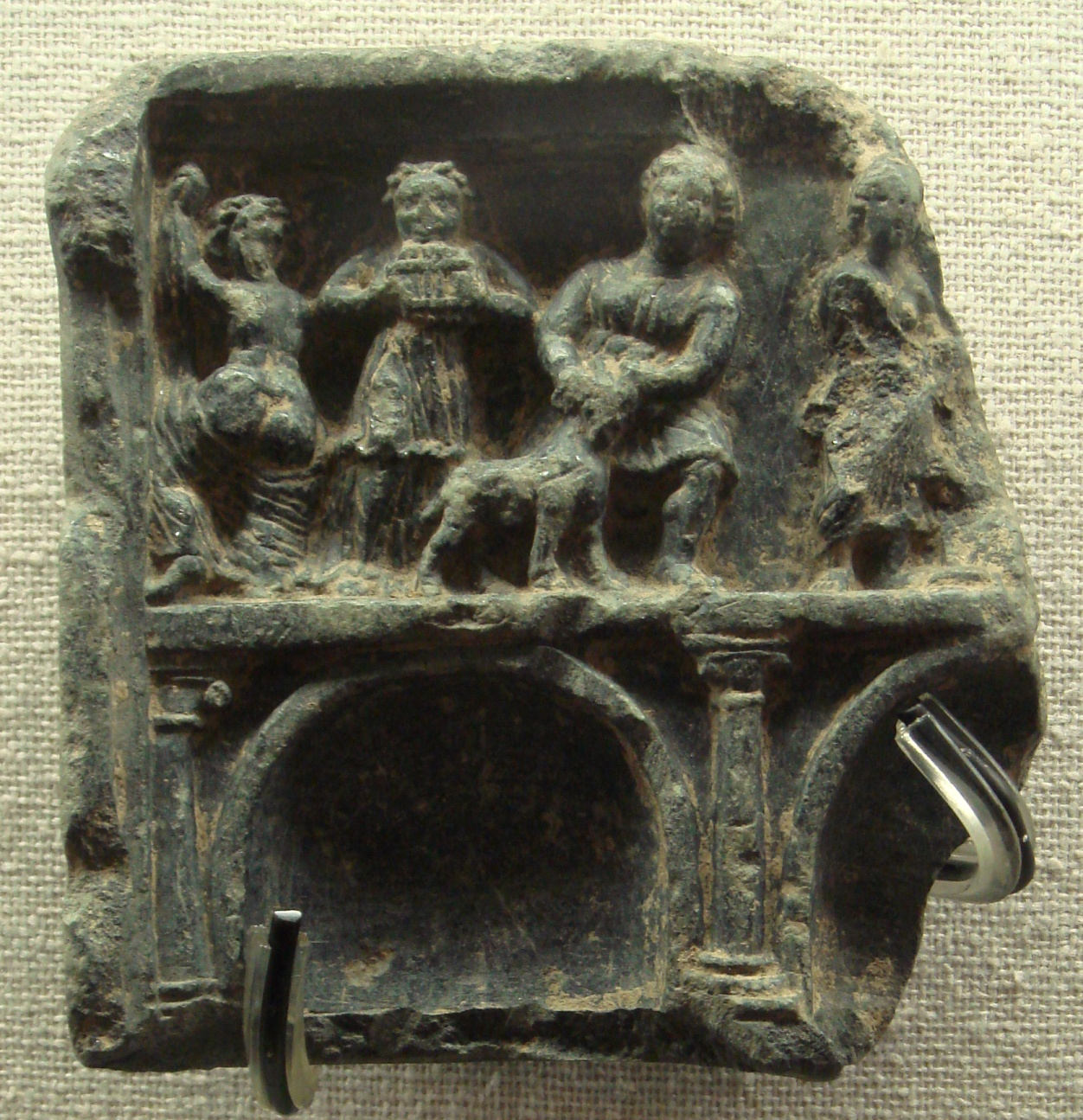
Festivitats indo-gregues.
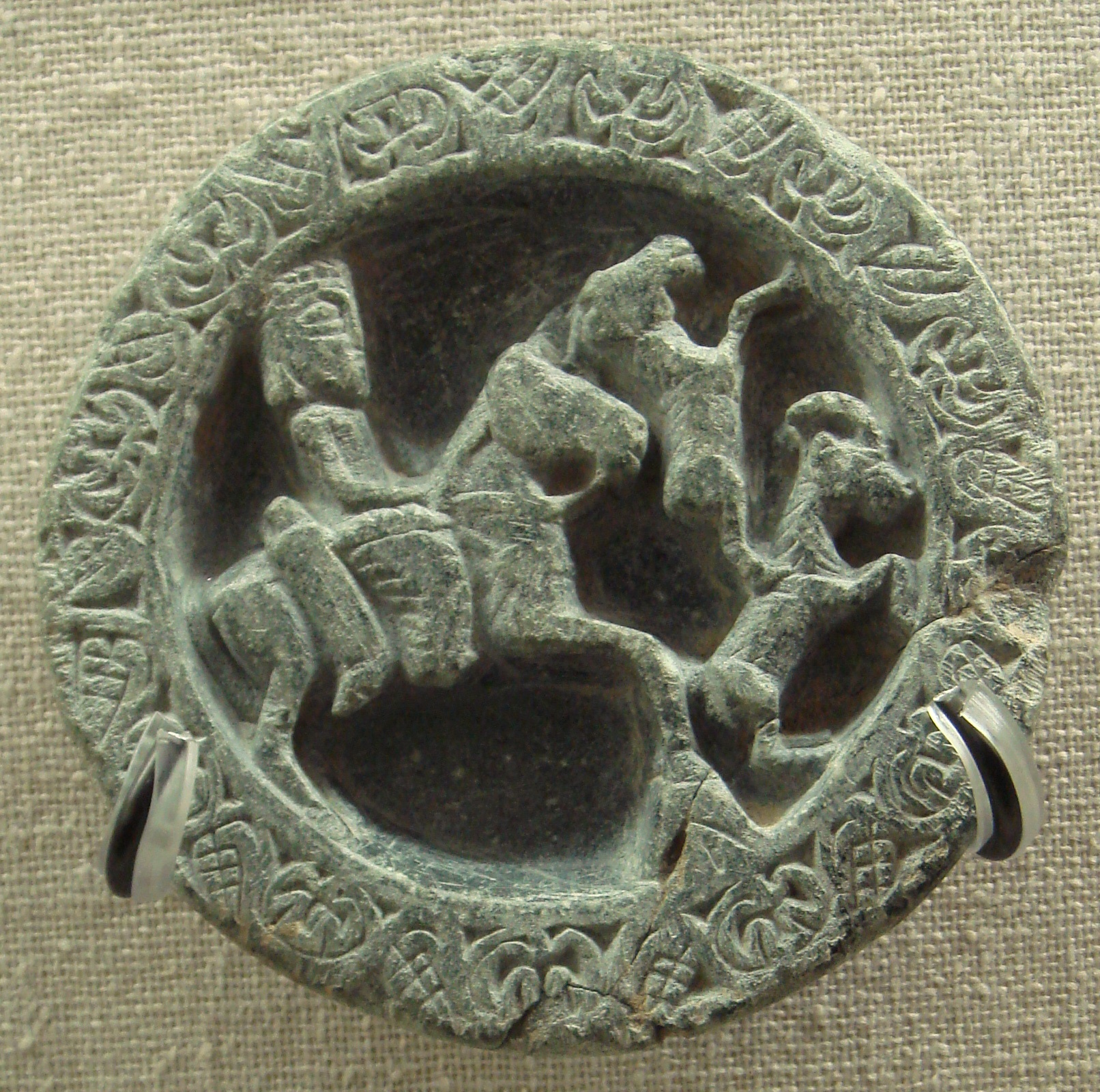
Home indo-part caçant.
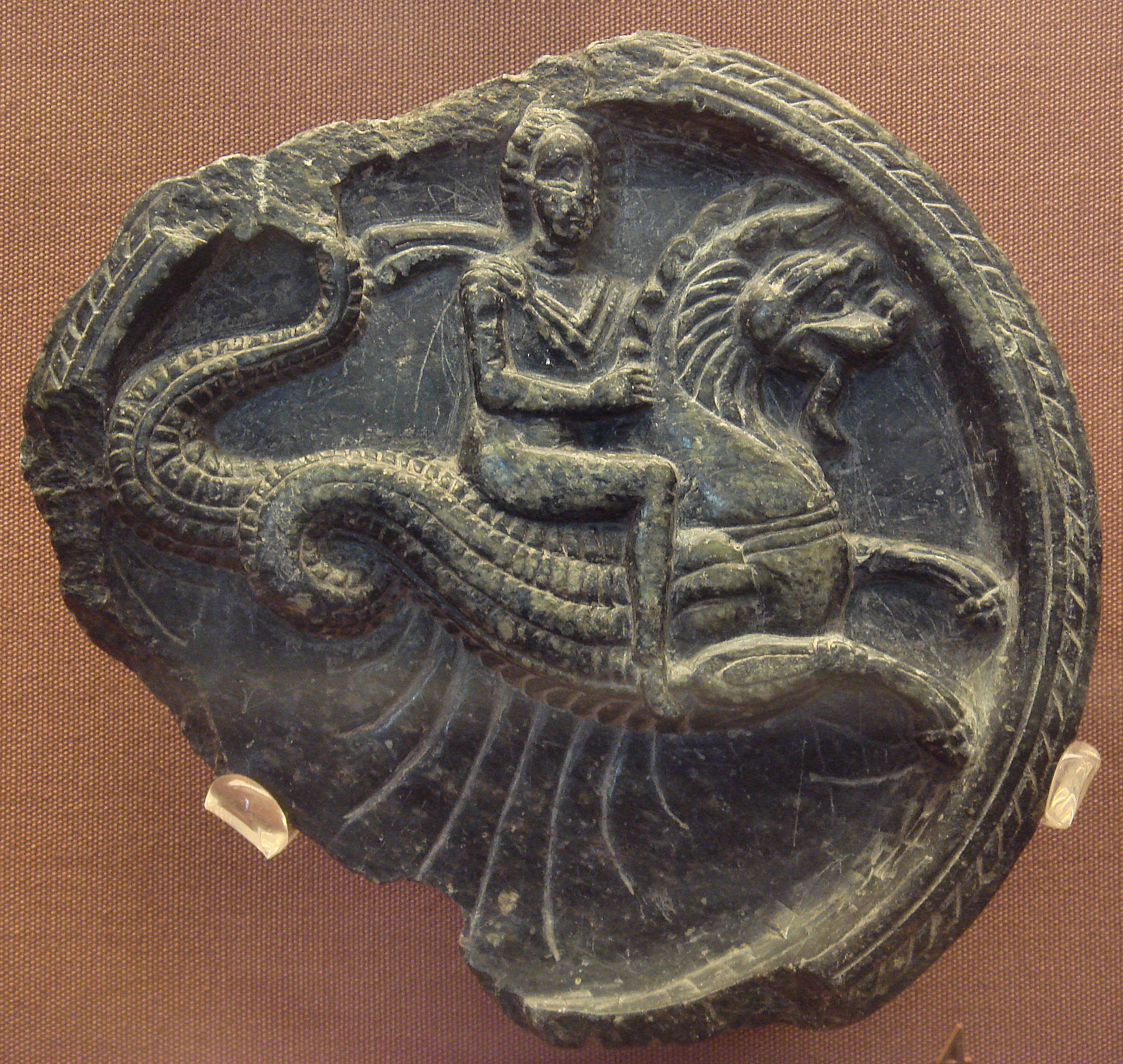
Home conduint un monstre marí ketos.
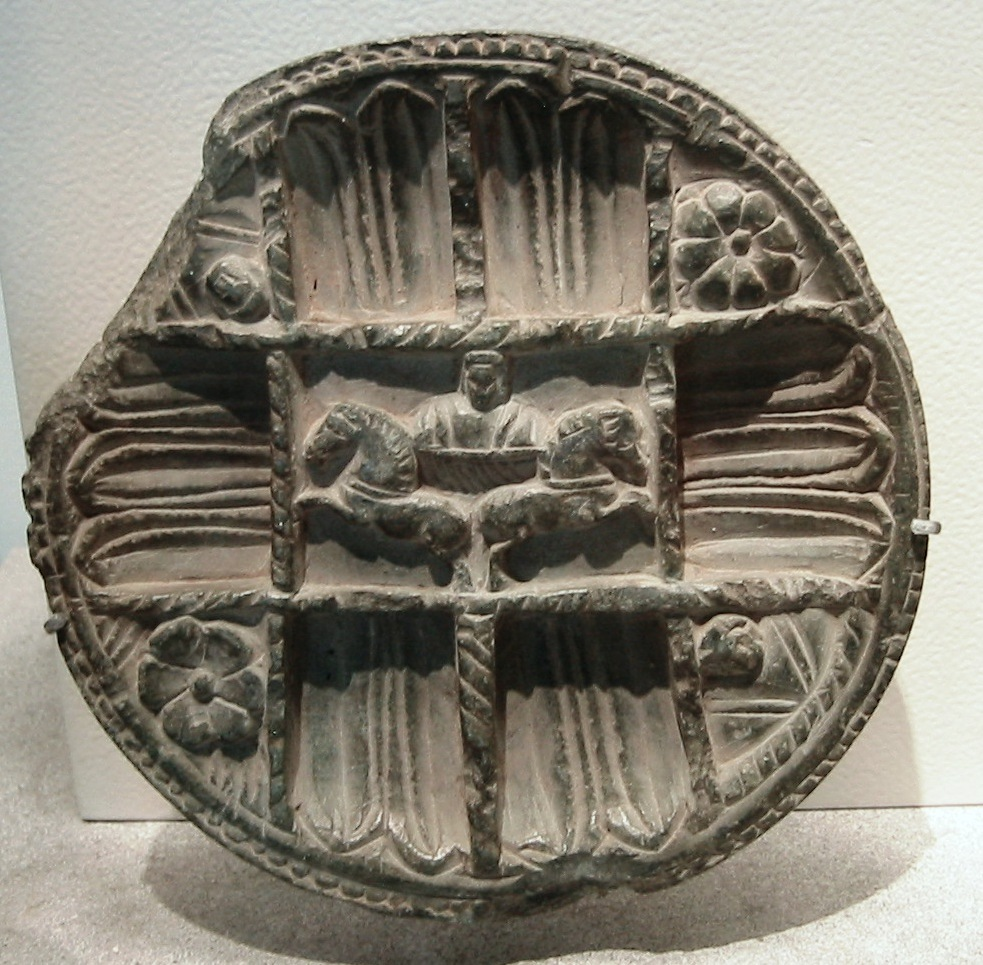
Surya, déu del Sol, Sun god Surya, o possiblement el Buda, conduint un carro.
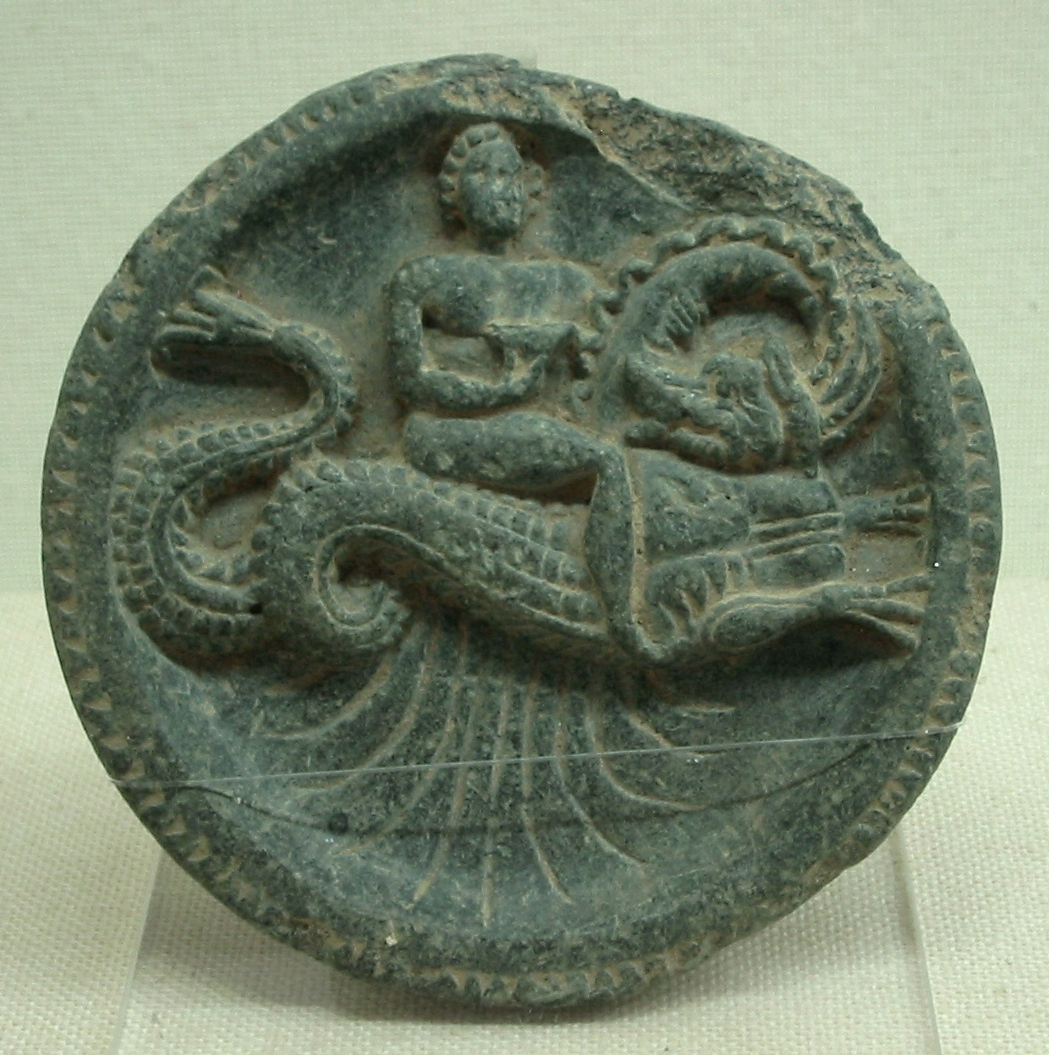
Home amb una copa, conduint un monstre marí ketos.
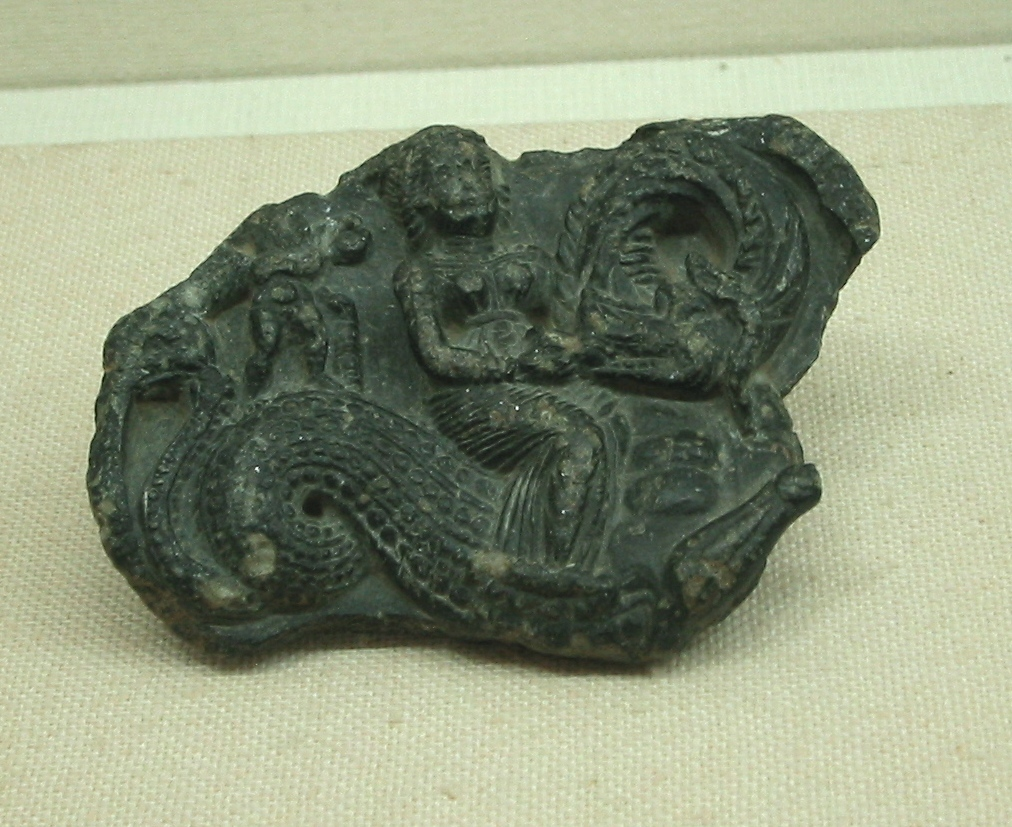
Dones en vestits grecs, conduint un monstre marí ketos.
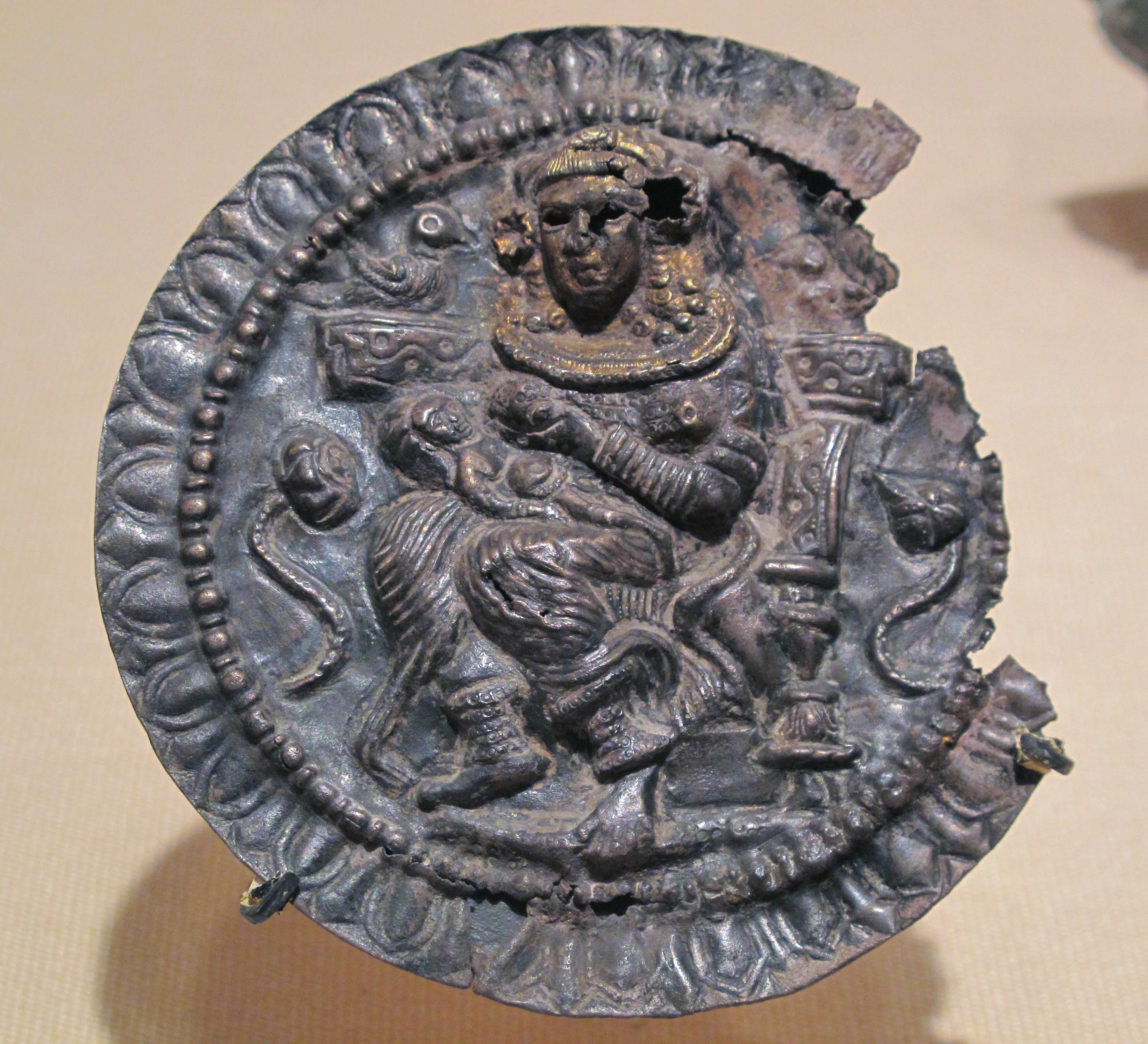
Paleta amb la deessa Hariti.